# Elisabeth Kerschbaum

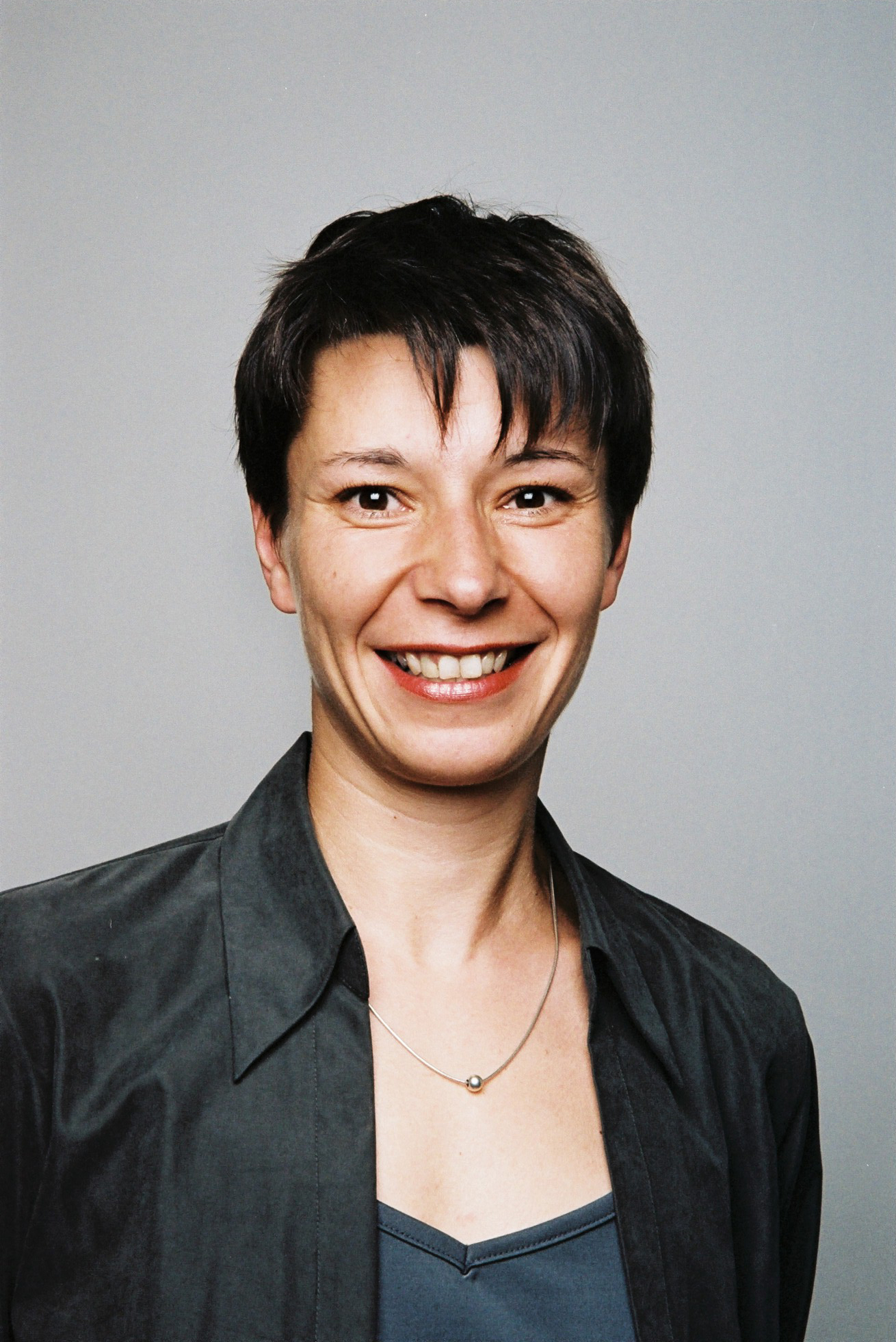
Elisabeth Kerschbaum

Elisabeth Kerschbaum (* 19. Oktober 1966 in Eggenburg) ist eine österreichische Politikerin (Grüne) und Stadträtin. Sie war vom 24. April 2003 bis 23. April 2013 Mitglied des Bundesrates.
Kerschbaum besuchte von 1972 bis 1976 die Volksschule in Eggenburg und wechselte von 1976 bis 1979 an das Gymnasium in Horn. Sie besuchte danach zwischen 1979 und 1980 die Hauptschule in Eggenburg und absolvierte danach von 1980 bis 1985 die Höhere Bundeslehranstalt für wirtschaftliche Berufe in Hollabrunn, an der sie 1985 die Matura ablegte. Kerschbaum war danach von 1985 bis 1993 sowie von 1997 bis 2003 als kaufmännische Angestellte tätig. 2008 Master of Science Umweltmanagement Austria.
Kerschbaum begann ihre politische Karriere nach ihrer ersten Babypause 1993 und wurde 1995 Gemeinderätin in Korneuburg. 2000 übernahm sie die Funktion der Umweltgemeinderätin. Seit 2005 übt Kerschbaum das Amt einer Stadträtin aus. Innerparteilich war sie von 2001 bis 2003 Mitglied des Landesvorstandes der Grünen Niederösterreich. Seit 2002 ist sie Mitglied des Landesausschusses und seit 2003 Landesvorstandsmitglied der Grünen Niederösterreichs. Sie wurde am 24. April 2003 als Bundesrätin angelobt und übernahm im November 2003–2008 die Funktion der Vorsitzenden des Ausschusses für Verkehr, Innovation und Technologie im Bundesrat.
Kerschbaum ist geschieden und Mutter zweier Kinder. 

## Auszeichnungen (Auszug)
- 2014: Großes Silbernes Ehrenzeichen für Verdienste um die Republik Österreich